# Gracie Fields
Gracie Fields, DBE, OStJ (właśc. Grace Stansfield; ur. 9 stycznia 1898 w Rochdale, zm. 27 września 1979 na Capri) – angielska aktorka filmowa i piosenkarka; cieszyła się znaczącą popularnością w latach 30. XX wieku.

## Wybrana filmografia
seriale
- 1948: Studio One jako pani Harris
- 1951: Goodyear Television Playhouse jako panna Jane Marple
- 1957: The DuPont Show of the Month jako panna Pross

film
- 1931: Sally in Our Alley jako Sally Winch
- 1934: Love, Life and Laughter jako Nellie Gwynn
- 1934: Sing As We Go jako Gracie Platt
- 1938: Keep Smiling jako Gracie Gray
- 1945: Molly and Me jako Molly Barry
- 1952: Ocean Terminal jako gość

## Wyróżnienia
Posiada swoją gwiazdę na Hollywoodzkiej Alei Gwiazd.